# ويليام هولت
ويليام هولت (31 مايو 1935 في نيوزيلندا - ) (بالإنجليزية: William Holt)‏ هو لاعب كريكت نيوزلندي.

## وصلات خارجية
- ويليام هولت على موقع إي آس بي آن كريك إنفو (الإنجليزية)